# Utrdba Retimno
Utrdva Retimno ali Fortezza (grško Φορτέτζα, iz italijanščine za 'trdnjavo') je citadela mesta Retimno na Kreti v Grčiji. Zgradili so jo Benečani v 16. stoletju, leta 1646 pa so ga zavzeli Osmani. Do začetka 20. stoletja je bilo v citadeli zgrajenih veliko hiš. Te so bile po drugi svetovni vojni porušeni, tako da je znotraj Fortezze ostalo le nekaj zgodovinskih stavb. Danes je citadela v dobrem stanju in je odprta za javnost.

## Zgodovina

### Ozadje
Fortezza je zgrajena na hribu, imenovanem Paleokastro (kar pomeni 'stari grad'), kjer je bila starodavna akropola Rhitimna. Med 10. in 13. stoletjem so Bizantinci vzhodno od hriba ustanovili utrjeno naselbino. Imenovala se je Castrum Rethemi, imela je kvadratne stolpe in dvoje vrat. Utrdbe je v začetku 13. stoletja popravil Enrico Pescatore. Potem ko je Kreta pripadla Beneški republiki, je naselje postalo znano kot Castel Vecchio ali Antico Castello, kar oboje pomeni 'stari grad'.
Pod beneško vladavino je bilo v Retimnu zgrajeno majhno pristanišče, ki je postalo tretje najpomembnejše mesto na Kreti za Heraklionom in Hanijo. 8. aprila 1540 so okoli mesta začeli graditi vrsto utrdb. Obzidje je zasnoval arhitekt Michele Sanmicheli in je bilo dokončano okoli leta 1570. Te utrdbe niso bile dovolj močne, da bi zdržale velik napad, in ko je leta 1571 napadel Uluç Ali Reis, so Osmani zavzeli in oplenili mesto.

### Gradnja in kasnejša beneška oblast
Po padcu Cipra v roke Osmanov leta 1571 je Kreta postala največja preostala beneška čezmorska posest. Ker je bil Retimno oplenjen, je bilo odločeno, da je treba zgraditi nove utrdbe za zaščito mesta in njegovega pristanišča. Novo trdnjavo, ki je bila zgrajena na griču Paleokastro, je zasnoval vojaški inženir Sforza Pallavicini po italijanskem bastijonskem sistemu.
Gradnja se je začela 13. septembra 1573 in je bila dokončana do leta 1580. Trdnjavo je zgradil gradbeni mojster Giannis Skordilis, pri njeni gradnji pa je sodelovalo skupno 107.142 Krečanov in 40.205 živali.
Čeprav je bil prvotni načrt porušiti stare utrdbe Retimna in preseliti prebivalce v Fortezzo, je bila premajhna za celotno mesto. Obzidje ob kopenskem pristopu do mesta je ostalo nedotaknjeno in Fortezza je postala citadela, v kateri je bila beneška uprava mesta. Uporabljali naj bi jo samo prebivalci mesta v primeru osmanske invazije. Skozi leta so bile na trdnjavi narejene številne spremembe. Kljub temu nikoli ni bil zares varna, saj ni imela jarka in nazidkov, obzidje pa je bilo precej nizko.

### Osmanska vladavina in novejša zgodovina
29. septembra 1646, med peto osmansko-beneško vojno, je osmanska sila oblegala Retimno in mestno prebivalstvo se je zateklo v Fortezzo. Razmere v citadeli so se poslabšale zaradi bolezni ter pomanjkanja hrane in streliva. Benečani so se 13. novembra predali pod ugodnimi pogoji.
Osmani niso naredili večjih sprememb Fortezze, razen izgradnje revelina zunaj glavnih vrat. Zgradili so tudi nekaj hiš za garnizijo in mestno upravo, stolnico pa so preuredili v mošejo. Utrdba je ostala v uporabi do začetka 20. stoletja.
Do začetka 20. stoletja je bilo v Fortezzi veliko stanovanjskih stavb. Po koncu druge svetovne vojne se je mesto začelo širiti in številni prebivalci so se preselili drugam v mesto. Kopenske utrdbe Retimna in številne hiše znotraj Fortezze so bile na tej točki porušene, vendar je obzidje ostalo nedotaknjeno. V nekem trenutku je bil v Fortezzi lokalni zapor.
Obsežna obnovitvena dela potekajo že od zgodnjih 1990-ih. Fortezzo upravlja Ministrstvo za kulturo in šport in je odprta za javnost. V osmanskem revelinu je zdaj Arheološki muzej v Retimnu.

## Opis
Utrdba Retimno je nepravilna struktura, katere dolžina je približno 340 metrov v smeri vzhod-zahod in njena širina v smeri sever-jug je približno 230 metrov. Celotna dolžina v celoti ohranjenega obzidja je 1307 metrov. Vsebuje troje vrat za dostop v notranjost utrdbe, glavna vrata na južni vzhodni strani in dvoje pomožnih vrat na zahodu in severu. Pomožma vrata so danes zaprta. V notranjost je mogoče dostopati le skozi 3,8 metra širok in 26,8 metrov dolg obok glavnih vrat, ki je znan tudi kot Poterne. Na najširšem delu je zunanja stena debela 1,74 metra. Trdnjavsko obzidje, na zunanji strani izdelano iz klesanega apnenca in na notranji strani preprosto zidano, podpira zemeljske nasipe in je sestavljeno iz strmine (osnova zidu ali nasipa), pritrjene vrste kamnov z okroglim koncem navzven ( le na jugu in vzhodu) in parapet s topovskimi odprtinami in prsobrani.
Vzdolž okoliškega parapeta na celotnem zidu trdnjave je deset okroglih stražnih stolpov. Edina pravokotna sta na bastijonu Agios Ilias na jugu. Stražni stolpi so služili kot zavetje za patruljiranje vojakov. Imajo strelnice in majhne opečne kupolaste strehe.
Obzidje vsebuje naslednje polbastijone:
- Bastijon sv. Nikolaja (Άγιος Νικόλαος – polbastijon na vzhodnem koncu trdnjave. Vsebuje stavbo iz beneškega obdobja, ki je bila verjetno prvotno skladišče ali laboratorij.[8]
- Bastijon St Paul (Άγιος Παύλος – polbastijon na jugovzhodnem koncu trdnjave. Znan je tudi kot Bastion Santa Maria.
- Bastijon St Elias (Άγιος Ηλίας) – polbastijon na južnem koncu trdnjave. Na bastijonu je moderno polkrožno gledališče na prostem Erofili (Ερωφίλη), poimenovano po tragediji Georgiosa Chortatzisa, v katerem od leta 1986 vsako leto poteka poletni renesančni festival.[9]
- Bastijon St Lucas (Άγιος Λουκάς) – polbastijon na jugozahodnem koncu trdnjave. Na bastionu Agios Loukas na jugozahodu je bila zgrajena struktura v obliki črke L, ki je znana kot dodatna obramba ali predbastijon. Sestavljena je iz dveh podolgovatih stavb, ki ju povezujejo nasipi, nad katerima so na ploščadi postavljeni topovi, ki zagotavljajo obrambo pred nasprotnimi hribi. Na ploščad vodi klančina iz smeri zahodnih pomožnih vrat na severozahodu.

Glavna vrata utrdbe so na vzhodni strani, med bastijonoma sv. Nikolaja in sv. Pavla. Zaščitena je z revelinom iz osmanskega obdobja, ki zdaj služi kot Arheološki muzej v Retimnu. Skozi vzhodna glavna vrata se najprej vstopi v obok, ki ima na severni strani dve obokani odprtini, ki vodita v tri prostore z obokanimi stropi znotraj zemeljskega nasipa trdnjavskega zidu. Od tam je dostop do treh stražarskih stolpov na obzidju trdnjave.
Dvoje manjših vrat je na zahodni in severni strani trdnjave. Stopnice z glavne ceste, ki prihaja iz Hanije, vodijo do zaprtih zahodnih pomožnih vrat med bastijonom Agios Loukas in vrhom Agios Pnevma. Za obokano preklado vrat sta dva vzporedno razporejena pravokotna prostora, ki sta danes brez strehe in sta bila med seboj povezana z vrati. Severno od njega sta za obrambo vrat v zid trdnjave vdelani dvi pravokotni topovski reži z obokano streho. Severna pomožna vrata med vrhovoma Agia Ioustini in Agios Sozon, ki so prav tako zaprta, so poleg nekdanjih skladišč Utrdbe. Od plaže je do tu vodila pot. Za obokano preklado vrat se na nivo trdnjave dviga široko stopnišče.
Poleg zunanjega obzidja Fortezze je znotraj kompleksa trdnjave ostalo le nekaj stavb iz prvotnega razvoja.
- mošeja sultana Ibrahima; zgrajena je bila po osmanski osvojitvi Retimna leta 1646 na mestu, kjer je prej stala beneška škofovska cerkev sv. Nikolaja.[10] Južno od islamske cerkve še vedno stoji stavba, ki je bila verjetno sedež katoliškega škofa. Mošeja je dobila ime po takratnem vladarju Osmanskega cesarstva, sultanu İbrahimu, ki je vladal od leta 1640 do 1648. Kupolasto poslopje je bilo prenovljeno v začetku 21. stoletja. Od mošeje na zahodni strani je ostal le podstavek minareta. Kupola, ki je na notranji strani ometana, omogoča dober pogled na kamnito konstrukcijo kupole. Edini preostali okrasni element v mošeji je mihrab, islamska molitvena niša, vdelana v steno, z vstavkom كلّما دخل عليها زكريا المحراب kullamā daḫala ʿalaihā ʾl-miḥrāba (Tako pogosto kot Zaharija (zdaj ) je prišel k njej tempelj; prevod po Rudolfu Paretu), del verza 37 iz 3. sure Korana.[11]
- stavba v bližini mošeje, ki je bila verjetno škofova rezidenca.[12]
- rektorjeva hiša (italijansko Rettore), beneškega guvernerja, zgrajene med letoma 1575 in 1582. Verjetno je del celostne zaporniške stavbe na osrednjem trgu trdnjavskega kompleksa. Obnova te stavbe je bila zaključena leta 2000.[13]
- stavba Sveta, v kateri je bil del beneške uprave Retimna.[14]
- Dve grški pravoslavni cerkvi na območju trdnjave sta zgrajeni novejše od beneške trdnjave in osmanskih dodatnih stavb. Obe sta bili zgrajeni ob koncu 19. stoletja, tako kapela sv. Katerine (Αγία Αικατερίνη) neposredno južno od nekdanjega škofovskega sedeža, ki je posvečena sveti Katarini Aleksandrijski, kot cerkev sv. Teodorja Trihina (Άγιος Θεόδωρος ιχινάς) na vzhodni strani trdnjave, poimenovano po sv. Teodorju iz Konstantinopla, ki naj bi živel kot puščavnik ob koncu 4. ali v začetku 5. stoletja in čigar vzdevek Trichinas se nanaša na nošenje kosmate majice. Slednja je bila zgrajena v obdobju ruskega mandata nad Retimnom od 1898 do 1905 po turško-grški vojni za Kreto in je bila odprta 21. marca 1899.

V trdnjavi so tudi orožarna, dve skladišči smodnika in več cistern. Takoj za lokom glavnih vrat, severno od vhoda, je stavba nekdanje orožarnice in streliva s štirimi zaobljenimi odprtinami v pritličju. V dvonadstropni hiši iz leta 1581, ki so jo uporabljali za shranjevanje topov in drugega orožja, so danes razstavni prostori. Nasproti pa leseno stopnišče vodi do kurtine med bastijonoma Agios Pavlos in Agios Ilias. Na vzhodni strani Agios Iliasa so podzemne cisterne, ki so bile namenjene tudi zaščiti pred sovražnim spodkopavanjem.
Nekdanji kazemati in glavni skladiščni prostori Fortezze, ki so bili dostopni skozi vrata s stopnišča, mejijo na stopnišče severnih pomožnih vrat na obeh straneh ob zidu trdnjave. Skladišča so brez strehe, razen na vzhodnem delu. Podpirali so jih kvadratni stebri in okrogli loki. V še pokritem prostoru na vzhodu so postavili razstavišče.